# Angela Gossow
Angela Nathalie Gossow (også kendt som Gossow) (født 5. november 1974) er en dødsmetalvokalist fra Köln i Tyskland. Hun var vokalist i det svenske melodiske dødsmetalband Arch Enemy fra 2000 til 2014 før hun blev erstattet af canadiske Alissa White-Gluz. Nogle af hendes forrige bands inkluderer Asmodina og Mistress. Hun er en af de få kvindelige metalsangere, der bruger deathgrowl som sangstil. Hun får sine inspirationer fra musikere som Jeff Walker, David Vincent, Chuck Billy, John Tardy, og Chuck Schuldiner.

## Diskografi

### Arch Enemy
- Wages of Sin (2001)
- Burning Angel (2002, EP)
- Anthems of Rebellion (2003)
- Doomsday Machine (2005)
- Rise of the Tyrant (2007)